# Организация воздушного движения

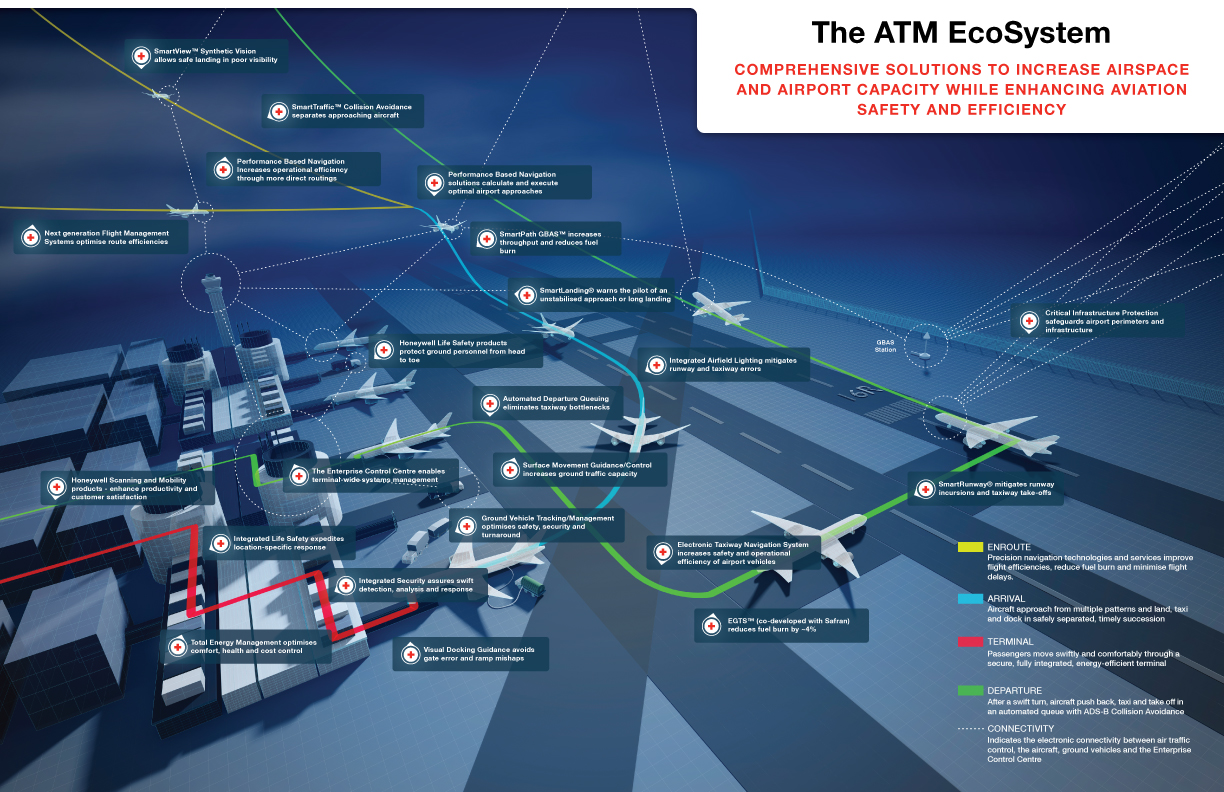
Организация воздушного движения

Организация воздушного движения (ОрВД) (англ. Air Traffic Management / ATM) — динамичный и комплексный процесс обслуживания воздушного движения (ОВД), организации потоков воздушного движения (ОПВД) и воздушного пространства (ВП), осуществляемый безопасным, экономичным и эффективным образом, путём предоставления средств и непрерывного обслуживания в сотрудничестве и взаимодействии всех заинтересованных сторон и с использованием бортовых и наземных функций.

## Составные части ОрВД
- Обслуживание Воздушного Движения (ОВД) — Air Traffic Service (ATS)

1. Управление Воздушным Движением (УВД) — Air traffic control service (ATC)
Диспетчерское обслуживание воздушного движения
 термин «Диспетчерское обслуживание воздушного движения» и «Управление Воздушным Движением» — равнозначны[1]
2. Полетно-информационное обслуживание (ПИО) — Flight Information Services (FIS)
3. Аварийное оповещение — Alerting service

- Организация потоков воздушного движения (ОПВД) — Air Traffic Flow Management (ATFM)
- Организация воздушного пространства — Airspace Management for ATS and ATFM

Организация воздушного движения находится в компетенции государств.

В России функции ОрВД возложены на органы Единой системы организации воздушного движения (ЕС ОрВД).